# The Faculty
The faculty (titulada Aulas peligrosas en Hispanoamérica) es una película de suspense, ciencia ficción y terror de 1998, escrita por Kevin Williamson, dirigida por Robert Rodríguez y protagonizada por Elijah Wood, Josh Hartnett, Jordana Brewster, Shawn Hatosy, Cléa DuVall, entre otros. Con los años The Faculty se ha convertido en toda una película de culto.

## Argumento
La historia inicia mostrando la vida cotidiana de un grupo de alumnos de la preparatoria de la ciudad de Herrington: Casey Connors (Elijah Wood), un estudiante constantemente molestado por sus compañeros que sueña con ser periodista; Zeke Tyler, un joven con un notable intelecto pero sin interés por los estudios, que prefiere fabricar drogas caseras para vender a otros estudiantes e insinuarse a la tímida profesora Burke; Stan Rosado, la estrella del equipo de fútbol americano, quien ha decidido abandonar los deportes para centrarse en sus estudios y dejar de ser encasillado; Delilah Profitt, la chica más popular del colegio y superficial novia de Stan, quien esta molesta por cómo la decisión del joven puede afectar su popularidad; Stokes, una chica gótica y amante de las historias de ciencia ficción quien mantiene un amor platónico por Stan; y Marybeth Hutchinson, una inocente y amable muchacha recién llegada a la ciudad que rápidamente se hace amiga de Stokes y le ayuda a acercarse a Stan.
Un día, Casey encuentra una extraña criatura del tamaño de un insecto en el campo de juegos de la escuela que le lleva al Profesor Furlong (Jon Stewart), este la analiza y piensa que es una nueva especie de cefalópodo.
Al día siguiente, Casey nota que los profesores se comportan de maneras extrañas y, tras observar escondido en un armario, cómo el entrenador introduce una de esas criaturas en el oído de la enfermera (Salma Hayek), Casey comprende que los profesores están siendo controlados por alienígenas, tras lo cual decide mostrarles a sus compañeros la criatura que encontró, pero descubre que ésta ha desaparecido. Al encarar a Furlong, que ha sido infectado, este se pone a la defensiva y luego intenta atacarlos; Zeke (Josh Hartnett) le corta los dedos, pero cuando esto no lo detiene lo apuñala en un ojo con una pluma llena de sus drogas caseras, aparentemente matándolo.
Al ver que todos en la escuela están potencialmente infectados y que los parásitos no tardarán en expandirse por todo el vecindario, Casey comprende que tienen que matarlos antes de que tomen control de toda la ciudad de Herrington. Zeke lleva a todos a su casa, en donde tiene un laboratorio donde fabrica las drogas caseras que vende a sus compañeros; allí realiza experimentos con una criatura alienígena capturada y se da cuenta de que son seres acuáticos, razón por la que sus drogas son letales ya que las fabrica sobre la base de diuréticos. Zeke los obliga a inhalar una dosis para demostrar que son humanos, pero Delilah resulta estar infectada y antes de escapar destruye la mayor parte de las reservas de drogas de Zeke.
El grupo razona que la reina debe ser la directora Drake, ya que el resto parece obedecerle, por lo que deciden regresar a la escuela y acabar con ella. Una vez que logran capturarla y llevarla al gimnasio, le aplican la droga haciendo que reaccione violentamente, por lo que Marybeth, en un ataque de pánico, usa todas las reservas de droga para matarla. Stan ofrece salir a verificar si el resto se ha librado del control, pero al volver descubren que ha sido poseído, por lo que Casey, Marybeth y Stokes deben ocultarse mientras Zeke va al estacionamiento a recuperar las últimas dosis que guarda en su automóvil; allí debe enfrentar a la maestra Burke antes de regresar.
En el gimnasio, Marybeth revela ser la reina de las criaturas ya que en casa de Zeke utilizó a Delilah como distracción para deshacerse de su dosis sin que la vieran. Ella revela que quiere apoderarse de la Tierra porque viene de un planeta moribundo. Casey y Stokes huyen a la piscina, perseguidos por Marybeth convertida en su forma real, que es la de un gigantesco monstruo marino; Stokes es lesionada e infectada cuando Zeke encuentra a Casey y logra entregarle la droga antes de quedar inconsciente debido a un golpe. Casey engaña a la reina para que lo siga por las gradas retráctiles, donde la atrapa y le clava el medicamento, matándola.
Un mes más tarde, todo el mundo ha vuelto a la normalidad y retoman sus vidas. Stan y Stokes empiezan una relación, Zeke se inscribe en el equipo de fútbol americano mientras se insinúa alguna relación sentimental con Burke; Casey deja de sufrir abusos por parte de sus compañeros y comienza a salir con Delilah, habiéndose convertido en un héroe local y en el chico más popular de la escuela. Mientras tanto, el profesor Furlong sobrevivió y se está ajustando a la vida con un solo ojo y los dedos que le faltan.

## Elenco
- Elijah Wood como Casey Connor.
- Josh Hartnett como Zeke Tyler.
- Clea DuVall como Stokely 'Stokes' Mitchell.
- Shawn Hatosy como Stan Rosado.
- Famke Janssen como Profesora Elizabeth Burke.
- Jordana Brewster como Delilah Profitt.
- Laura Harris como Marybeth Louise Hutchinson.
- Bebe Neuwirth como Directora Valerie Drake.
- Usher Raymond como Gabe Santora.
- Robert Patrick como Entrenador Joe Willis.
- Piper Laurie como Mrs. Karen Olson.
- Jon Stewart como Profesor Furlong.
- Salma Hayek como Enfermera Rosa Harper.
- Daniel von Bargen como Mr. John Tate.
- Christopher McDonald como John Connor.

## Producción
En 1990, David Wechter y Bruce Kimmel escribieron el primer borrador del guion, pero nadie estaba interesado en la película. No fue sino hasta después del éxito de Scream, en 1996, que Miramax compró el guion y se precipitó en la producción. Bob y Harvey Weinstein contrataron al guionista Kevin Williamson para hacer reescrituras en el guion, manteniendo la historia básica, pero para volver a escribir el diálogo y hacer la introducción de nuevos personajes. Originalmente, Williamson fue contratado para dirigir la película, pero él eligió dirigir su propio guion escrito; la película Teaching Mrs. Tingle. Los hermanos Weinstein trajeron a Robert Rodríguez para dirigir la película en su lugar en 1998.

## Recepción
Las críticas de la película fueron mixtas. La página web Rotten Tomatoes la calificó con una puntuación de 53%, llamándola un "éxito en las novelas de ciencia-ficción". Metacritic le dio una puntuación de 61%.
The Faculty fue estrenada en 2.365 pantallas en su primera semana, debutando en el # 5 en los EE. UU., por lo que recaudó $ 11.633.495.

## Rodaje
La película tiene lugar en una ciudad ficticia llamada Herrington, Ohio, pero fue filmada en Austin y Dallas, Texas.